# 세정그룹
세정(世定)은 대한민국의 기업이다. 박순호 회장이 1974년 7월 부산진시장에서 <동춘 섬유공업사>를 설립하였다. 1991년 7월에 <세정>으로 법인 전환하였다.
중견 의류·패션 기업으로 주요 의류 브랜드는 인디안, 브루노바피, 올리비아로렌, 트레몰로, 데일리스트, 헤리토리골프, NII, 크리스크리스티 등을 보유하고 있으며 주얼리 브랜드로 디디에두보, 패션잡화 브랜드로 두아니 등을 보유하고 있다. 또한 그룹 내 브랜드의 유통을 담당하는 패션 편집숍 웰메이드를 신설하였다.

## 브랜드
- 인디안
- 브루노바피
- 트레몰로
- 올리비아로렌
- 비비올리비아
- 데일리스트
- 헤리토리골프
- NII
- 크리스크리스티
- 웰메이드
- 디디에두보
- 올리비아엘
- 두아니